# Automeris unilateralis
Automeris unilateralis är en fjärilsart som beskrevs av Eugène Louis Bouvier 1936. Automeris unilateralis ingår i släktet Automeris och familjen påfågelsspinnare. Inga underarter finns listade i Catalogue of Life.